# Hlavatce (okres České Budějovice)
Obec Hlavatce se nachází v okrese České Budějovice v Jihočeském kraji. Malebná vesnička leží v mírně zvlněné krajině Zbudovských Blat, zhruba 5 km severovýchodně od Netolic a 19 km severozápadně od Českých Budějovic. Žije zde 147 obyvatel.

## Geografická poloha
Hlavatce na jihozápadě hraničí s obcí Olšovice, směrem na jih s katastrem Mahouš na jihovýchodě s Vlhlavy, na severovýchodě se Sedlcem, směrem na sever s Lékařovou Lhotou a na severozápadě s Podeřišti. Katastry byly částečně upraveny po založení JZD v Sedlci roku 1956. V katastru obce Hlavatce se nachází několik luk, zvaných Pode vsí, Pod Vrchy a U Mezníku, okolní vrchy nesou jména Štumpír, Liška, Stýskava a les Hlavaťák. Rybníky – Hlavatecký, rybníky obecní (první, druhý a třetí rybníček). Potok protéká západně a severně od vsi z Netolic kolem Lékařovy Lhoty k Sedlci, od Netolic se nazývá Ropačov, dále v oblasti Zbudovských Blat pak nese jméno Soudný.

## Historie
Archeologické nálezy dokládají osídlení na katastru obce už v době předhistorické. Asi 400 m jihozápadně od kóty 433 byl nalezen mezolitický kamenný nástroj. Další osídlení bylo doloženo pro střední dobu bronzovou, dobu halštatskou, laténskou i raný středověk. Byla tu nalezena keramika ze 13. století až 15. století v lokalitě Hláska – tyto nálezy mohou signalizovat existenci zaniklé středověké vesnice.
První písemná zmínka o vsi (Hlawatecz), tehdy příslušné k hradu Poděhusy, se vyskytuje v Rožmberském urbáři z roku 1379.  Po zrušení poddanské závislosti na schwarzenberském panství Libějovice se Hlavatce staly roku 1850 samostatnou obcí. Pouze v obdobích 1943–1945 a 1960–1990 byla ves přičleněna k obci Sedlci.

## Současnost
Hlavatce mají hasičský sbor. Byl založen 6. ledna 1909.

## Pamětihodnosti

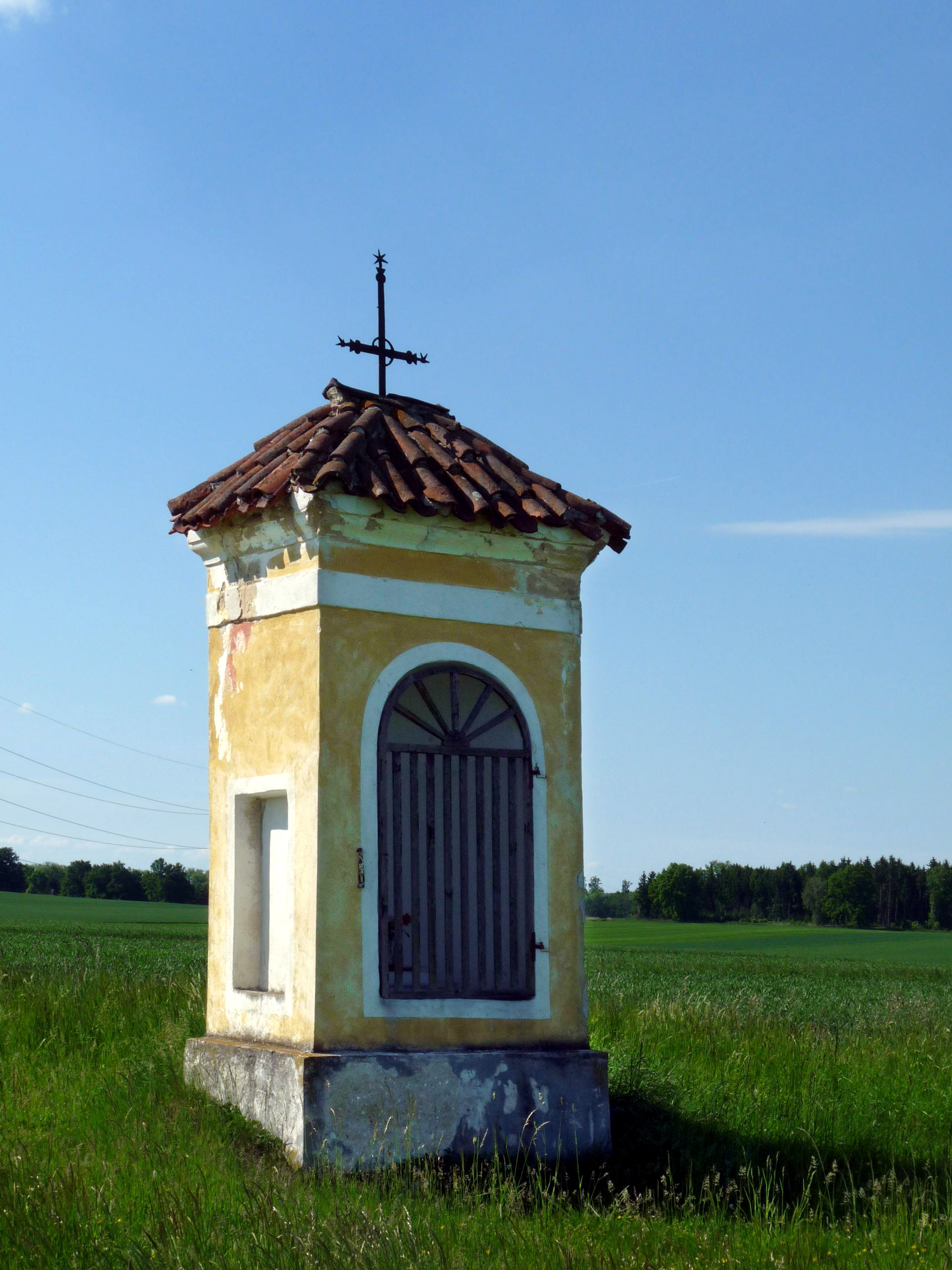
Kaplička sv. J. Nepomuckého

- Kaplička na návsi – v ní je z jedné strany Mariánský obraz a z druhé strany stávala socha svatého Václava, který byl připoután řetězem kvůli případné krádeži, nepomohl však. (Původně měl světec i štít, ale i ten byl odcizen.)
- Pomník obětem první světové války na návsi
- Dva křížky – jeden na západě obce naproti čp. 39, druhý v poli před příjezdem k čp. 37
- Na rozcestí k Netolicům a Hlásce je kaplička zasvěcená sv. Janu Nepomuckému

## Okolí
- Za obcí směrem při silnici k Lékařově Lhotě je část pastviny zvaná Pazderna. Toto jméno pochází z doby, kdy kraj ještě hojně pěstoval len.
- V hlavateckém lese zvaném Písečný byl na jednom stromě mariánský obraz., podle něhož se říká tomuto místu „od obrázku“. Dle pověsti v prvé polovině předminulého století, když ještě nebyl v Sedlci kostel, se tu propadlo do země procesí, jdoucí ze Sedlce do Němčic.
- Zřícenina hradu Poděhusy, který ve 13. století patřil Rožmberkům. Nalézá se nad potokem něco přes 2 km západně od Hlavatců, poblíž vsi Podeřiště.